# Montaguto
Montaguto és un municipi situat al territori de la província d'Avellino, a la regió de la Campània, (Itàlia). Limita amb els municipis de Panni i Savignano Irpino. Segons cens de 2021 te 286 habitants en una superfície de 0,1191 km².

## Galeria d'imatges

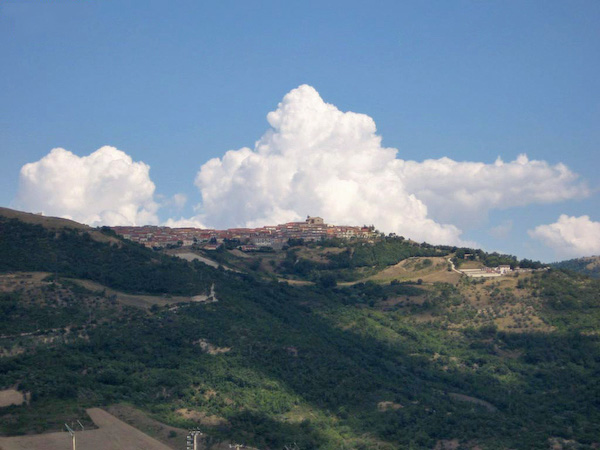
Monteaguto
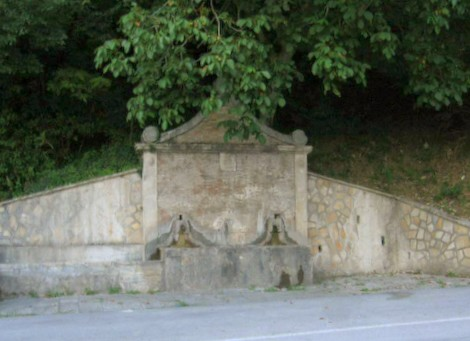
Font de Sofia